# Atalanta (film)
Atalanta (org. l’Atalante), wyświetlany także jako Przepływająca barka – francuski dramat filmowy z 1934 roku w reżyserii Jeana Vigo, jedyny pełnometrażowy film tego reżysera.
Zdjęcia kręcono w Hawrze, Conflans-Sainte-Honorine i w Paryżu.

## Fabuła
Tematem filmu są losy trojga ludzi: dorastającej na wsi kobiety (Dita Parlo), która musi zamieszkać na tytułowej barce; jej kochanka, doświadczonego żeglarza (Jean Dasté); wreszcie jego ojca (Michel Simon), który jest właścicielem Atalanty i musi pogodzić się z koniecznością utrzymywania ich wszystkich.

## Historia powstania i dystrybucji

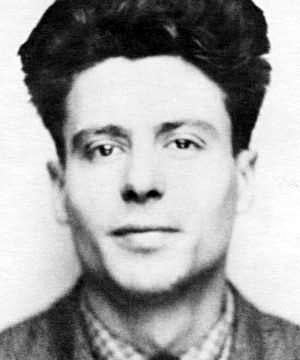
Jean Vigo, reżyser filmu

Pieniądze potrzebne na stworzenie filmu Vigo otrzymał od zamożnego hodowcy koni, Jacques’a Louis-Nouneza. Atalantę kręcono od 11 listopada 1933 do stycznia 1934. Jednak po zakończeniu zdjęć stan zdrowia chorującego na płuca reżysera znacznie się pogorszył, musiał więc on udać się do sanatorium i zrezygnować z osobistego nadzoru nad montażem filmu. Pracę montażysty, Louisa Chavance nadzorował asystent Vigo Albert Riera. Reżyser zobaczył film dopiero po powrocie do Paryża w kwietniu 1934 roku i zaakceptował go, zaznaczając jednak, że ma zamiar wprowadzić kilka drobnych poprawek. 24 kwietnia 1934 Atalantę obejrzeli dystrybutorzy i krytycy, nie zyskała ona jednak ich zainteresowania. W związku z tym producent Nounez oraz Henri Brauvais, dystrybutor, zdecydowali, że należy przemontować prawie wszystkie sceny filmu, a także wprowadzić zmiany w warstwie dźwiękowej – zrezygnowano z muzyki Maurice’a Jauberta i dodano popularny szlagier Przepływająca barka (Le chaland qui passe) Cesare Andrei Bixio. Zmieniono też tytuł filmu na tytuł wspomnianego szlagieru, a także skrócono go o 24 minuty (do 65 minut). Te zabiegi jednak nie pomogły – film wyświetlany był tylko w kinie Colisée od 15 do 28 września i nie cieszył się powodzeniem publiczności. Sam Vigo nie zobaczył zmienionej wersji – był już mocno schorowany (zmarł 5 października, w wieku zaledwie 29 lat), przyjaciel pokazał mu jedynie fotografie plakatów reklamujących film.

## Wersje odrestaurowane
Pierwsza próba przywrócenia filmowi kształtu bardziej zbliżonego do intencji autorskiej odbyła się już w 1940 roku. Przywrócono oryginalny tytuł i muzykę, dodano też niektóre sceny, nadal jednak brakowało Atalancie 25 minut do wersji oryginalnej. Film wyświetlono w kinie Studio des Ursulines w Paryżu. W 1950 roku doszło do kolejnej rekonstrukcji, tym razem z inicjatywy dyrektora Filmoteki Francuskiej Henriego Langlois; ta wersja filmu miała już 89 minut, tyle samo, co wersja zaakceptowana przez Vigo. W 1989 roku specjalny zespół pracujący nad kolejną rekonstrukcją Atalanty, kierowany przez Pierre’a Philippe’a uzyskał z Brytyjskiego Instytutu Filmowego skrzynię, która była w nim przechowywana od 1934 roku i która zawierała Atalantę, prawdopodobnie w tej wersji, jaką widział Vigo. Posługując się notatkami i wypowiedziami osób współpracujących z reżyserem, dokonano wtedy kolejnej rekonstrukcji, uzyskując wersję możliwie bliską ideału. W 2001 roku poprawiono film na użytek wydania DVD.

## Spuścizna
Atalanta wywarła olbrzymi wpływ na twórczość realizatorów należących do francuskiej Nowej Fali. Zwłaszcza François Truffaut nawiązał do zakończenia filmu w końcówce własnego dzieła, zatytułowanego Bezustanne tarapaty (Les Quatre cents coups, 1959). Film Vigo oddziałał też na Federica Felliniego, który posłużył się podobnym motywem trójkąta miłosnego w filmie La strada (1954).